# Byrżan Żakypow
Byrżan Żakypuły Żakypow (kaz. Біржан Жақыпұлы Жақыпов; ur. 7 lipca 1984) – kazachski bokser wagi papierowej, mistrz i brązowy medalista Mistrzostw świata, dwukrotny uczestnik Igrzysk Olimpijskich.

## Kariera
Swój pierwszy medal na mistrzostwach świata zdobył w 2005 roku. Po pokonaniu 3 zawodników, w półfinale przegrał z Węgrem Pálem Bedákiem i zdobył brązowy medal. Po zdobyciu kwalifikacji, Żakypow zadebiutował na Letnich Igrzyskach Olimpijskich, które w 2008 roku rozgrywały się w Pekinie. W pierwszej rundzie pokonał Węgra Pála Bedáka (7:6), w drugiej reprezentanta Armenii – Howhannesa Danieliana (13:7). W ćwierćfinale trafił na późniejszego złotego medalistę – chińczyka Zou Shiminga. Przegrał 4:9. Cztery lata później, w Londynie, podczas Letnich Igrzysk Olimpijskich 2012, w swojej pierwszej walce pokonał Francuza Jérémiego Beccu (18:17), w drugiej rundzie Filipińczyka Marka Barriga (17:16). W ćwierćfinale ponownie uległ chińczykowi Zou Shimindze (13:10), który potem obronił tytuł wywalczony w Pekinie. Swój największy sukces na mistrzostwach świata osiągnął w 2013 roku. Zawody odbyły się w ojczyźnie Żakypowa – Kazachstanie. Po pokonaniu czterech przeciwników, w finale zmierzył się z Algierczykiem Mohamedem Flissim, którego pokonał zdobywając tym samym swój pierwszy złoty medal na wielkiej imprezie.